# Geirlaug Geirlaugsdóttir
Geirlaug B. Geirlaugsdóttir, född 24 augusti 1967, är en isländsk friidrottare, i första hand sprinter.
Geirlaugsdóttir vann 100 meter vid de isländska mästerskapen 1995 och 1996 på 12,17 sekunder respektive 11,87 sekunder.

## Personliga rekord
| Gren      | Tid     | Vind | Plats       | Datum           |
| --------- | ------- | ---- | ----------- | --------------- |
| 100 m     | 11,81   | +0,9 | Luxemburg   | 31 maj 1995     |
| 200 m     | 24,95   | +1,0 | Reykjavik   | 18 augusti 1995 |
| 4 × 100 m | 45,71   | -    | Fana, Norge | 28 juni 1996    |
| 4 × 400 m | 3.38,96 | -    | Fana, Norge | 29 juni 1996    |

De anförda stafettrekorden är satta med det isländska landslaget och är gällande isländska rekord (september 2008). Dessutom innehar (september 2008) Geirlaugsdóttir de isländska rekorden inomhus på 50 meter (6,2 sekunder) och 60 meter (7,54 sekunder).

## Fotnoter
1. 1 2  Isländska friidrottsförbundets topplista genom tiderna på 100 meter
2. ↑  Icelandic Championships
3. ↑  Isländska friidrottsförbundets topplista genom tiderna på 200 meter
4. ↑  Isländska friidrottsförbundets topplista genom tiderna på 4 × 100 meter
5. ↑  Isländska friidrottsförbundets topplista genom tiderna på 4 × 400 meter